# Panamska košarkaška reprezentacija

## Postava na SP-u 2006.
Trener Guillermo Vecchio je pozvao u Japan iduću momčad:
| #  | Položaj | Ime i prezime     | Nadnevak rođenja | Klub                    |
| -- | ------- | ----------------- | ---------------- | ----------------------- |
| 4  | centar  | Rubén Garcés      | 1973.            | Pamesa Valencia         |
| 5  | branič  | Jair Peralta      | 1976.            | Panteras de Miranda     |
| 6  | branič  | Rubén Douglas     | 1979.            | Pamesa Valencia         |
| 7  | branič  | Maximiliano Gómez | 1975.            | Los Toros del Chorrillo |
| 8  | centar  | Kevin Daley       | 1976.            | Harlem Globetrotters    |
| 9  | centar  | Jamaal Levy       | 1983.            | Atlético Bigua          |
| 10 | krilo   | Dionisio Gómez    | 1980.            | Central Entrerriano     |
| 11 | branič  | Michael Hicks     | 1976.            | Scavolini Pesaro        |
| 12 | branič  | Ed Cota           | 1976.            | Hapoel Jerusalem        |
| 13 | krilo   | Antonio García    | 1976.            | Los Toros del Chorrillo |
| 14 | krilo   | Jaime Lloreda     | 1980.            | Al-Ittihad              |
| 15 | centar  | Eric Cárdenas     | 1973.            | Defensor                |
| -  | trener  | Guillermo Vecchio | ...              |                         |